# لويس أوغست بيسون

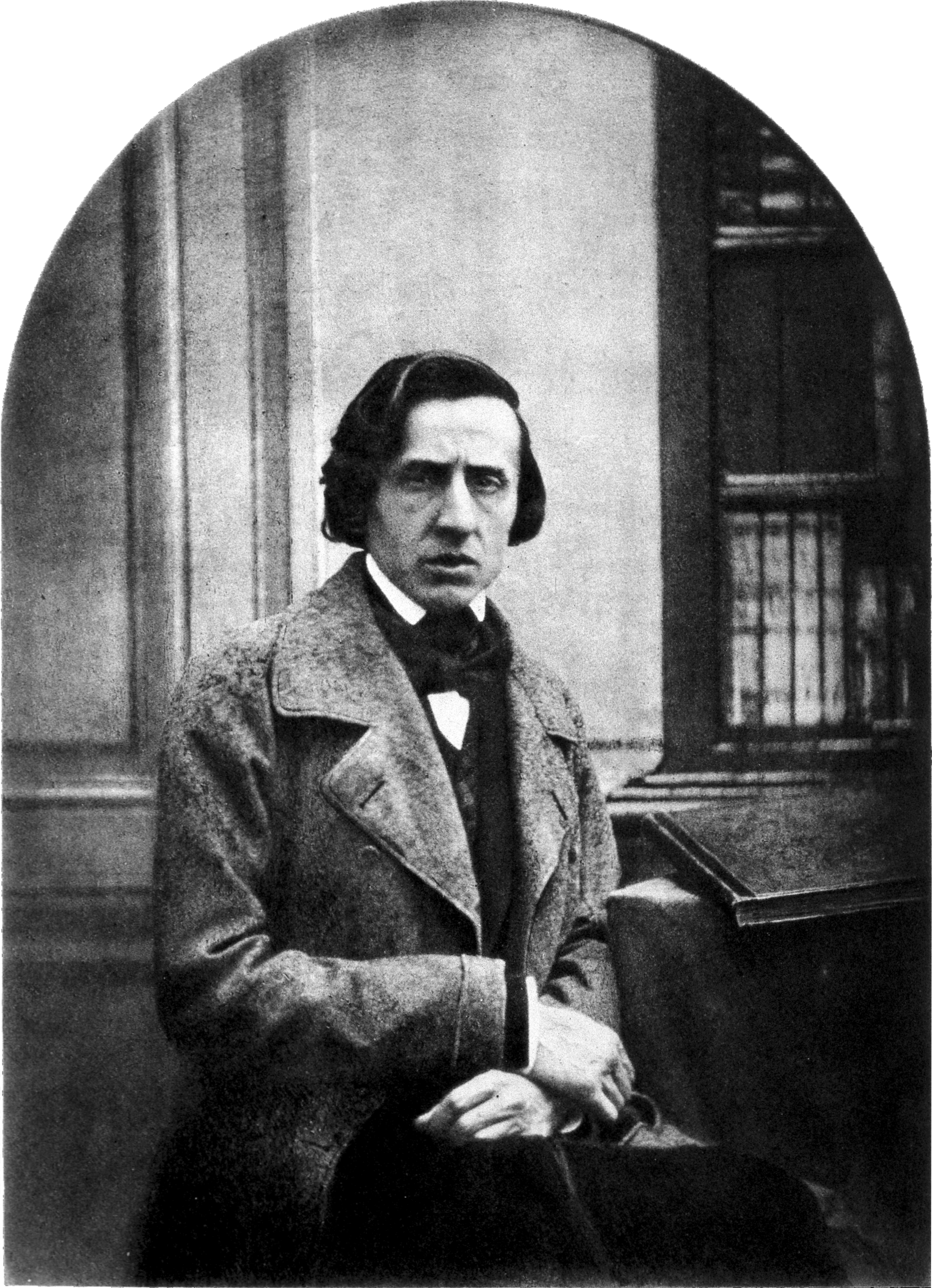
الصورة الفوتوغرافية الوحيدة المعروفة للمُلحّن فريدريك شوبان من تصوير لويس أوغست بيسون عام 1849.

لويس أوغست بيسون (بالفرنسية: Louis-Auguste Bisson)‏ هو مصوّر فوتوغرافي فرنسي في القرن التاسع عشر، ولد عام 1814 وتوفي في 1876.
افتَتح لويس استوديو التصوير الخاص به في باريس في أوائل عام 1841، وبعد فترةٍ وجيزة انضمّ أخوه أوغست روزالي بيسون (1826–1900) في شراكةٍ معه، وسُرعان ما انشهرا بأنحاء المدينة وأصبحا يُعرفان بالأخوين بيسون. يُذكر أنهما في عام 1860 رافقا نابليون الثالث أثناء زيارته لسافويا، وصوّرا صوراً جميلة للمشهد المحلّي السافوياي، وبعد أن أعُجِبَ الجمهور بأعمالِهما، صعد أوغست لجبل مون بلون واستأجر 25 حمّالاً لحمل مُعدّاته.
أغلَبُ صوّره كانت بتقنية معالجة الكولوديون وبأطوال 30x40 سم. وقد رفض الأخوين تصغير حجم صورِهم إلى حجم بطاقة الزيارة مما أدّى لتوقّف عملِهم بعد أربع سنوات.
أحد أشهر الأعمال المنسوبة لـ لويس أوغست بيسون هي الصورة التي التقطها للموسيقار فريدريك شوبان. وتُعتبر هي الصورة الفوتوغرافية الوحيدة له.

## روابط خارجية
- لويس أوغست بيسون على موقع الموسوعة البريطانية (الإنجليزية)
- لويس أوغست بيسون على موقع ميوزك برينز (الإنجليزية)